# Raecius asper
Raecius asper är en spindelart som först beskrevs av Tord Tamerlan Teodor Thorell 1899.  Raecius asper ingår i släktet Raecius och familjen Zorocratidae. Inga underarter finns listade i Catalogue of Life.